# Li Jue (Dinastia Han)
En aquest nom xinès, el cognom és Li.
Li Jue (mort el 198), nom estilitzat Zhiran (稚然), va ser un descendent de Li Guang, i un general militar servint sota el senyor de la guerra Dong Zhuo, durant el període de la tardana Dinastia Han Oriental de la història xinesa. Més tard va esdevenir el líder de la facció de la província de Liang després del decés de Dong, i va ser capaç d'apoderar-se de la capital imperial de Chang'an; mantenint sota control l'emperador. Tot i tenir moltes capacitats en la guerra, va ser un inepte en la política: es va barallar amb els seus companys generals i va prendre la decisió equivocada de deixar escapar l'emperador Xian, cosa que en gran manera el va fer perdre el seu poder i el va portar a la seva caiguda.

## Biografia

### Servei sota Dong Zhuo
Originari de la Comandància Beide de la Província de Liang, Li Jue va entrar en l'exèrcit de Liangzhou de Dong Zhuo com un dels seus primers reclutes. Ajudant Dong en les seves diverses campanyes, incloent el sotmetiment dels Turbants Grocs, la batalla de la Província de Liang, i la guerra amb la coalició contra Dong Zhuo.
Després que Dong es traslladés la capital de Luoyang a Chang'an, Li, juntament amb Guo Si i Zhang Ji, va ser enviat a la línia del front per a lluitar contra els cabdills orientals. En aquell moment l'aliança tenia lluites internes i no se centrava en el que tocava, per la qual cosa el funcionari imperial, Zhu Jun només podia demanar-li al seu vell amic Tao Qian de donar-li un colp de mà en un esforç fútil per a lluitar contra les forces de Dong. Tao tot i tenir una aliança amb Dong, va enviar 3.000 soldats danyang d'elit a Zhu Jun per a combatre Guo i Li a Zhongmu; malgrat tot, Zhu va ser derrotat per complet en dita batalla. Li i els seus companys van realitzar incursions per la zona de Chenliu i Yingchuan, on Cao Cao i Xiahou Yuan (Administrador de Chenliu) no van ser capaços de detenir-los. Molts habitants d'allí van ser raptats i esclavitzats.

### Batalla de Chang'an
Abans del retorn de Li a la capital, Dong Zhuo va ser assassinat per Lü Bu amb un ardit de Wang Yun, i la facció de la província de Liang a Chang'an va claudicar davant Lü Bu i Wang Yun. Li juntament amb els seus camarades Fan Chou, Guo Si, i Zhang Ji li van suplicar a Wang una amnistia, però aquest últim li la va concedir a tots els antics generals de Dong excepte a aquests quatre, ja que eren els homes més propers a Dong. Per tant, els quatre planejaren renunciar a les seves posicions i passar a la clandestinitat. Això no obstant, l'assessor en cap de Li, Jia Xu, va suggerir que haurien d'aprofitar aquesta oportunitat per a llançar un atac sobre Chang'an; ja que el règim encara no era estable després del colp. Després de plantejar-se això, els quatre excitaren en públic diversos milers de seguidors acèrrims de la seua algara amb atacar Chang'an. Wang Yun va enviar Xu Rong i Hu Zhen (antics membres de la facció de la província de Liang) a lluitar amb la força de Liang que estava de camí, però Xu va ser mort en el primer enfrontament i Hu va unir-se als rebels; sent així que la grandària de la força rebel va arribar a ser de 100.000 homes quan ja estaven envoltant la capital. Lü Bu va intentar d'aturar el setge, però es va veure obligat a retrocedir tot i derrotar i ferir Guo Si en un duel. Li Jue va anunciar que marxarien si Wang Yun se n'anava amb ells. Wang Yun pensant que l'únic que els rebels volien era la seva vida, es va suïcidar. No obstant, després de la seva mort, els rebels van continuar el setge, van brescar les defenses, i se'n van apoderar de la ciutat.

### Controlant l'emperador
Les forces de Li Jue es van assegurar el poder per a si mateixes dins de la Cort Imperial mantenint com a ostatge l'Emperador Xian dins de la seva pròpia cort. Els quatre llavors van exigir ocupar un lloc destacat i, fins i tot, van pensar en assassinar l'emperador per a prendre el tron; no obstant Jia Xu els va dissuadir de fer-ho. Amb Li com el líder de l'exèrcit de la província de Liangzhou van prendre el control total de la cort, i promovien o degradaven a qui volien. Per exemple, Liu Biao, Yuan Shu, i Li Ru foren ascendits per ells.
Igual que el seu predecessor, Li Jue va fer la guitza a l'emperador i va abusar del seu poder a la cort. Sabia com enginyar-se-les per a intimidar l'emperador, i aquest li va donar els títols de General de Carruatges i Cavalleria, Senyor de Chiyang, Comandant dels Districtes de la Capital, a més de concedir-li també la destral de guerra de l'autoritat militar. Quan el poder de Li estava en el seu apogeu, fins i tot Cao Cao envià emissaris a retre'l tribut com un gest de reconeixement de la seva legitimitat.
El març del 194, un general subordinat i senyor de la guerra, Ma Teng, va demanar algunes provisions a la cort dels Han, però va ser rebutjada la petició. Ell, llavors, va iniciar una revolta a la fortalesa del Comtat Mei. Un emissari imperial de l'emperador Xian va ser enviat a negociar la pau, però el van fer tornar des de Mei; més tard l'amic íntim i camarada de Ma Teng, Han Sui va ser enviat a dissuadir els rebels amb una força armada. Una vegada que va arribar a Mei aquest es va unir a Ma Teng, i d'amagat contactà amb els espies de Liu Yan implantats en la cort. Els espies de Liu foren descoberts abans que pogueren efectuar cap moviment, però al final van aconseguir escapar de la ciutat i es van unir a l'exèrcit de Ma. Li Jue va enviar el seu nebot Li Li, juntament amb Guo Si i Fan Chou, a contrarestar la força aliada. Ells li van causar una derrota important a la força aliada a uns tretze quilòmetres a l'oest de Chang'an, causant més de 10.000 baixes. Sabent que a la força aliada escassejava de gra, Li Li li va demanar a Fan Chou de perseguir i anihilar l'enemic, però això fou desestimat per l'últim a causa de la seva amistat amb Han Sui. Li Li va informar d'aquest incident a Li Jue a la tornada de l'exèrcit, i Li Jue reuní els oficials en un banquet en què va fer executar en públic a Fan.

## Anotacions
1. ↑  Llibre del Han Tardà. Biografia de Zhu Jun.
2. ↑  Registres dels Tres Regnes. Biografia de Dong Zhuo.
3. ↑  "是岁，韩遂、马腾等降，率众诣长安。以遂为镇西将军，遣还凉州，腾征西将军，屯郿" D'acord amb el SGZ, Ma Teng i Han Sui eren ambdós subordinats de Li Jue per aleshores.
4. ↑  "侍中马宇与谏议大夫种邵、左中郎将刘范等谋，欲使腾袭长安，己为内应" Diversos alts funcionaris com els fills major i segon de Liu Yan treballaven com a agents secrets dins de Chang'an.